# 克萊弗特角
克萊弗特角（英語：Cleft Point），是南極洲的海岬，位於科羅內申島南岸，處於挪威灣東部，屬於南奧克尼群島的一部分，在1933年由英國研究隊繪入地圖，現時由南極條約體系管理。